# Shinta Appelkamp
Shinta Karl Appelkamp (シンタ カール アペルカンプ) né le 1er novembre 2000 à Tokyo, est un footballeur allemand d'origine japonaise qui évolue au poste de milieu offensif au Fortuna Düsseldorf.

## Biographie
Appelkamp est né à Tokyo au Japon d'un père allemand et d'une mère japonaise, possédant ainsi la nationalité des deux pays.

### Carrière en club
Ayant grandi au Japon, Appelkamp est notamment passé par le centre de formation du club d'entreprise de Mitsubishi, avant de rejoindre le Fortuna Düsseldorf à l'été 2015.
Appelkamp fait ses débuts professionnels avec le Fortuna le 26 septembre 2020, entrant en jeu lors de la victoire 1-0 à domicile en 2. Bundesliga contre les Würzburger Kickers,,.

### Carrière en sélection
International japonais en équipes de jeunes,, Appelkamp change d'allégeance sur la scène internationale en 2021, rejoignant l'équipe d'Allemagne espoirs pour les phases à élimination directe de l'Euro 2021.
Il fait ainsi partie de la sélection allemande qui remporte le championnat d'Europe espoirs, en battant le Portugal en finale,.

## Statistiques
| Saison                | Club                  | Championnat           | Championnat | Championnat | Coupe(s) nationale(s) | Coupe(s) nationale(s) | Total | Total |
| Saison                | Club                  | Division              | M.          | B.          | M.                    | B.                    | M.    | B.    |
| 2020-2021             | Fortuna Düsseldorf    | 2. Bundesliga         | 21          | 6           | 1                     | 0                     | 22    | 6     |
| 2021-2022             | Fortuna Düsseldorf    | 2. Bundesliga         | 26          | 3           | 1                     | 0                     | 27    | 3     |
| 2022-2023             | Fortuna Düsseldorf    | 2. Bundesliga         | 33          | 6           | 3                     | 0                     | 36    | 6     |
| 2023-2024             | Fortuna Düsseldorf    | 2. Bundesliga         | 15          | 1           | 2                     | 0                     | 17    | 1     |
| Sous-total            | Sous-total            | Sous-total            | 95          | 16          | 7                     | 0                     | 102   | 16    |
| Total sur la carrière | Total sur la carrière | Total sur la carrière | 95          | 16          | 7                     | 0                     | 102   | 16    |

## Palmarès
| Allemagne espoirs - Euro espoirs : - Vainqueur en 2021. |